# Clara Westhoff
Clara Westhoff (Bremen, 21 de septiembre de 1878- Fischerhude, 9 de marzo de 1954), también conocida como Clara Rilke o Clara Rilke-Westhoff, fue una escultora alemana y esposa del poeta Rainer Maria Rilke.
A los diecisiete años, Westhoff se fue a Munich, donde asistió a una escuela de arte privada. En 1898 se trasladó a Worpswede en donde aprendió escultura con Fritz Mackensen. Allí trabó amistad con la pintora Paula Becker. En 1899 continuó sus estudios en Leipzig con Carl Seffner y Max Klinger. En 1900, ya en Paris, continuó su aprendizaje con el escultor Auguste Rodin, asistiendo también a la Académie Colarossi.
En 1901 se casó con el poeta Rainer Maria Rilke en Worpswede. Dieciocho años después, marchó con su hija, Ruth Rilke (1901-1972), a Fischerhude. En su casa instaló un estudio que luego fue el "Café Rilke", que todavía existe hoy.
En 1925, Westhoff también trabajaba la pintura, de modo que, además de su trabajo escultórico, creó una importante obra pictórica. Al poco de morir, como sucedió con muchas mujeres del mundo de las artes en la década de los 1950, cayó en el olvido.[cita requerida] Su obra quedó en manos privadas y difícilmente el público podía acceder a esas colecciones. Con su amplia biografía de 1986, Marina Sauer inició la rehabilitación de la artista liberando a Clara Rilke-Westhoff de su oscuro papel como esposa del poeta Rilke y amiga de Paula Modersohn-Becker. Hoy en día, Clara Rilke-Westhoff puede considerarse como una mujer pionera en la escultura alemana. 